# Nieuwmarkt
Nieuwmarkt é uma praça no centro de Amsterdã, Países Baixos. A área no entorno é conhecida como distrito Lastage. Está situada no bairro Amsterdã-Centro.
A praça é considerada parte da Chinatown de Amsterdã, ao lado do De Wallen (distrito da luz vermelha). São mais de 20 cafés e coffeeshops de frente para a praça. Há um mercado diário na praça, bem como uma feira de alimentos orgânicos aos sábados e um mercado de antiguidades e livros aos domingos nos meses de verão.
A Nieuwmarkt é dominada por um edifício conhecido como o Waag, originalmente um portão nas muralhas medievais da cidade, mas convertido em uma casa de pesagem depois que as paredes foram demolidas no século 17. A praça foi criada quando os canais ao redor do Waag foram preenchidos em 1614, e foi usada como um mercado (daí o nome). Na Segunda Guerra Mundial a praça foi usada pelos nazistas como ponto de coleta para judeus que tinham sido presos para serem enviados a campos de concentração.
Na década de 1970, muitos edifícios na praça e no entorno foram demolidos para dar lugar a um metrô e rodovia planejados que atravessariam o bairro de Nieuwmarkt. Isso levou a graves distúrbios, conhecidos como os Tumultos de Nieuwmarkt (Nieuwmarktrellen), em 1975 e, em última análise, ao abandono dos planos rodoviários. O metrô, no entanto, foi construído e Nieuwmarkt é agora uma estação no sistema do Metro de Amesterdão.